# 布尔汉·阿克布达克
布尔汉·阿克布达克（土耳其語：Burhan Akbudak，1995年6月1日—），土耳其男子摔跤运动员。他曾代表土耳其参加世界摔跤锦标赛，获得一枚金牌和一枚银牌，均来自男子古典式82公斤级项目。